# La Proiselière-et-Langle
La Proiselière-et-Langle település Franciaországban, Haute-Saône megyében. Lakosainak száma 145 fő (2022. január 1.). La Proiselière-et-Langle Amage, La Bruyère, La Corbière, Les Fessey és Sainte-Marie-en-Chanois községekkel határos.

## Népesség
A település népességének változása:
| Lakosok száma | 156  | 147  | 148  | 146  | 147  | 148  | 147  | 146  | 145  |
|               | 2013 | 2015 | 2016 | 2017 | 2018 | 2019 | 2020 | 2021 | 2022 |